# Schloss Beaumont-du-Gâtinais

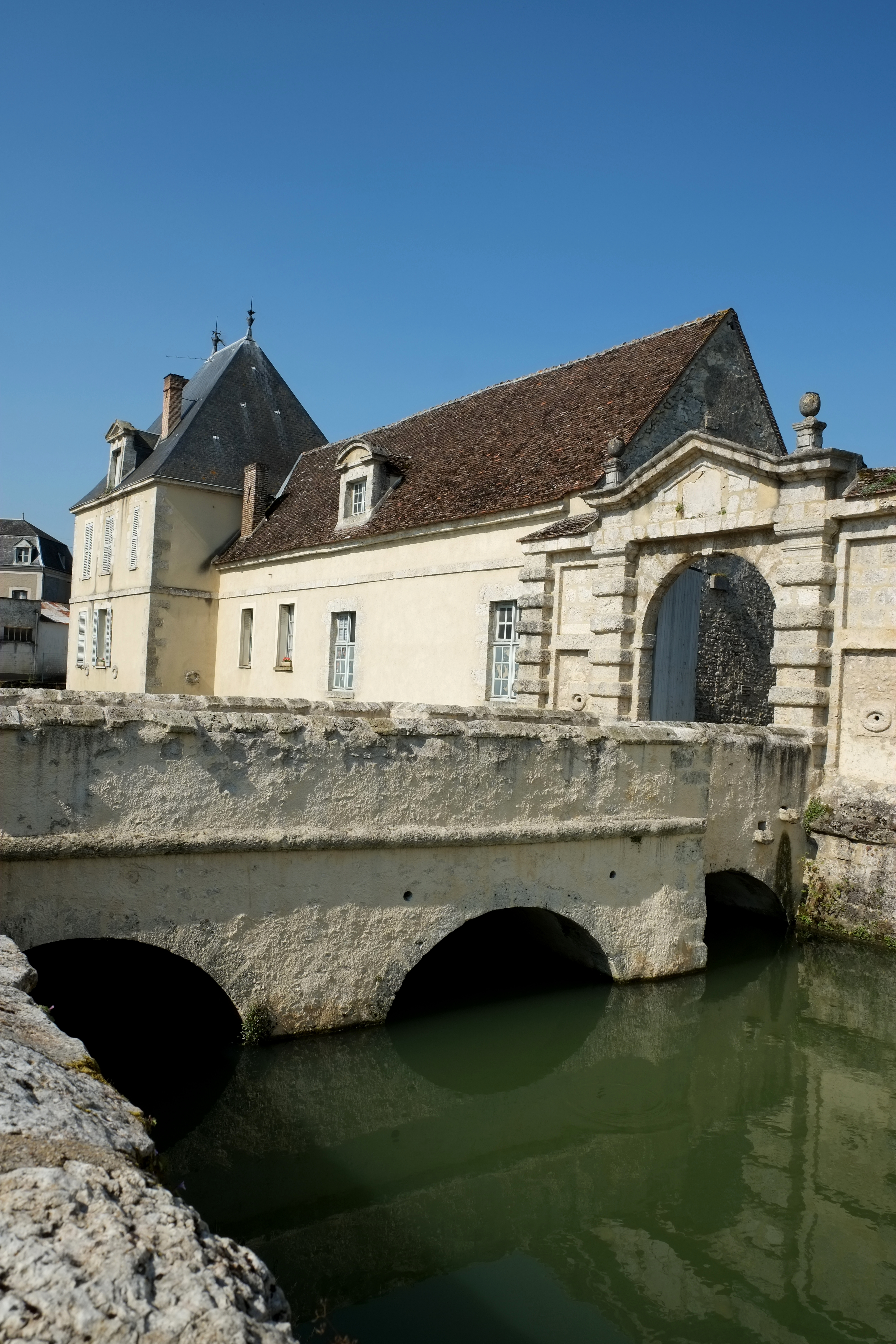
Schloss Beaumont-du-Gâtinais, Wassergraben und Renaissancetor

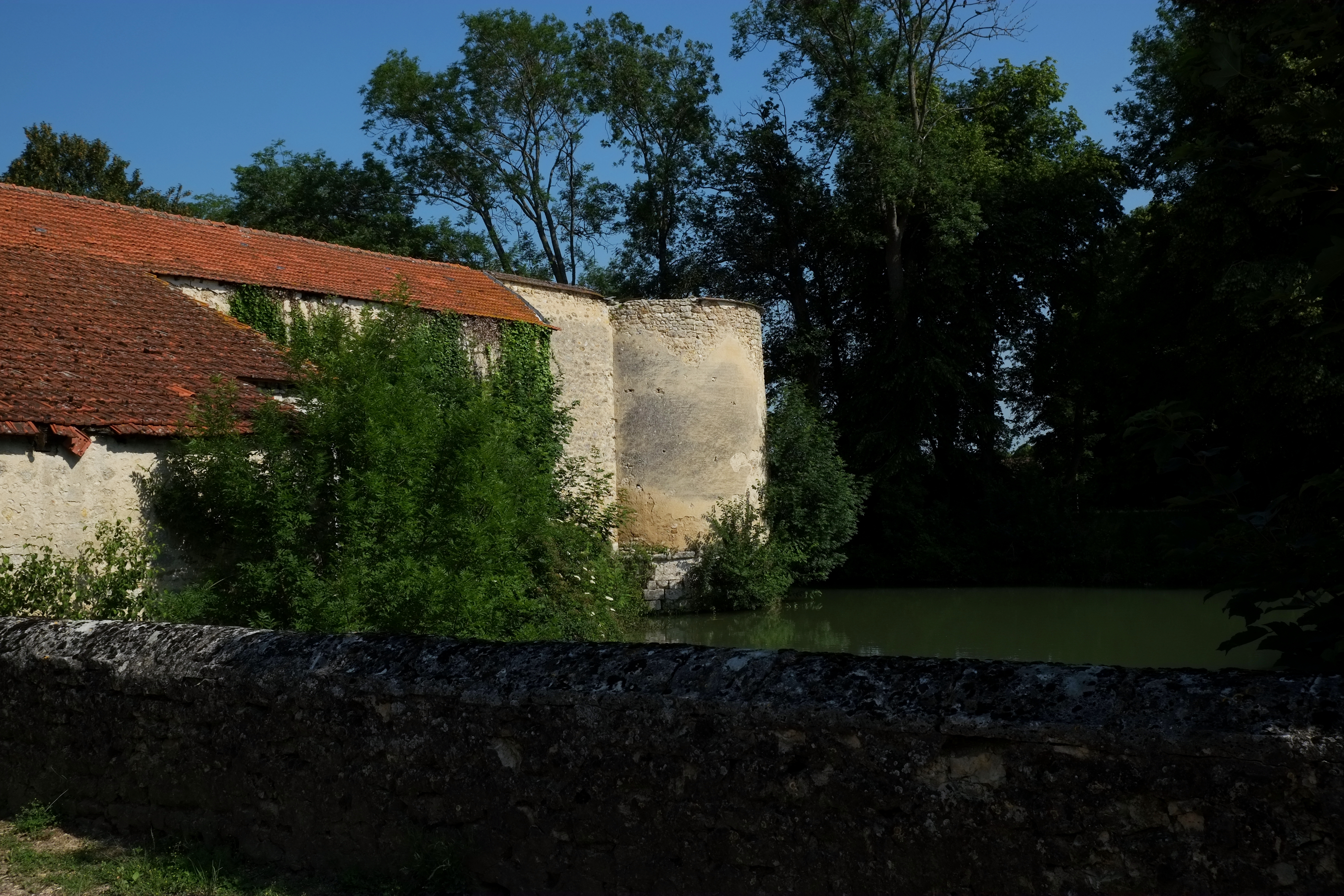
Wassergraben und Rundturm

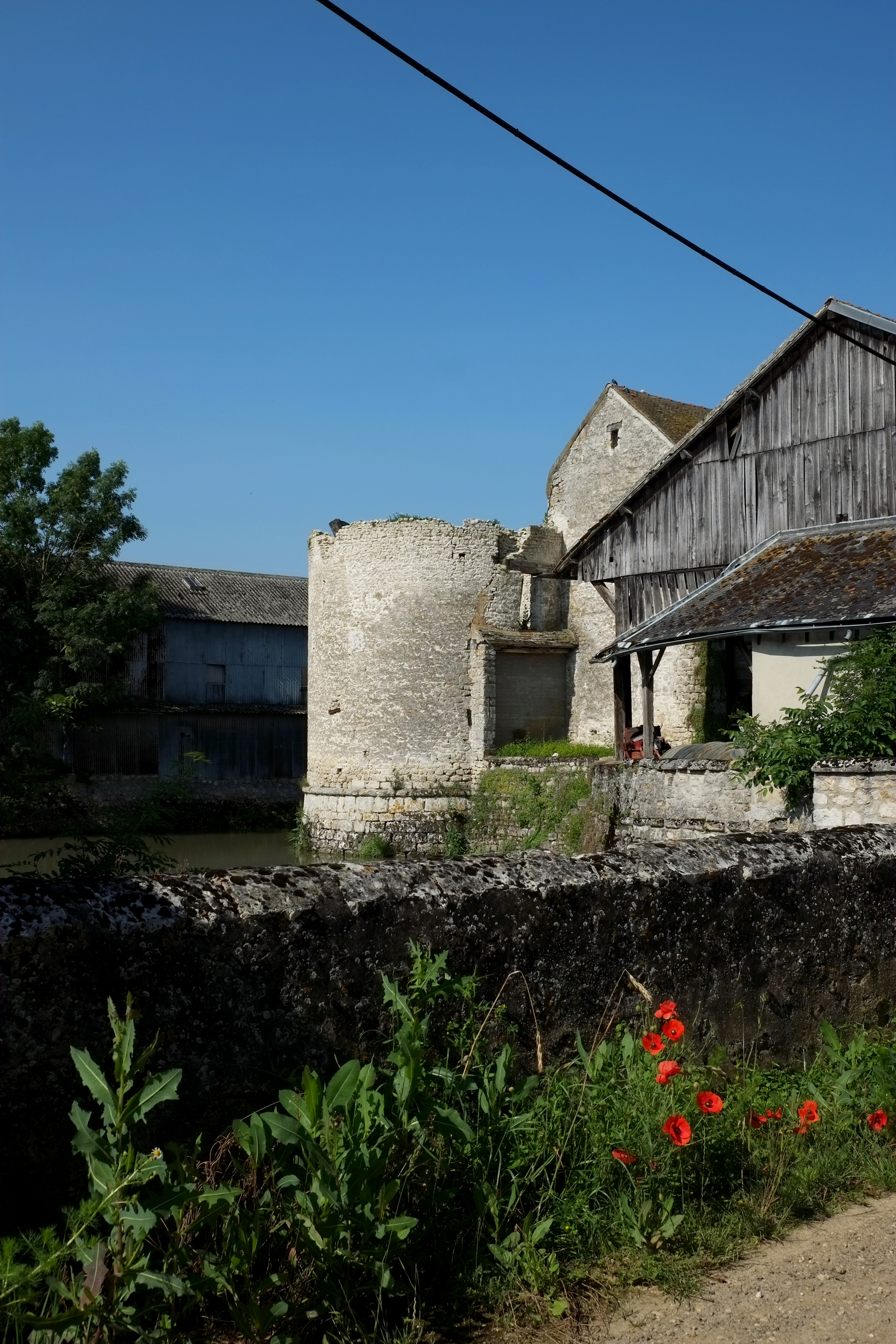
Wassergraben und Rundturm

Das Schloss von Beaumont-du-Gâtinais, einer Gemeinde im Département Seine-et-Marne in der französischen Region Île-de-France, wurde, vermutlich an der Stelle eines Vorgängerbaus aus dem späten 15. Jahrhundert, in der ersten Hälfte des 17. Jahrhunderts errichtet. Zu Beginn des 19. Jahrhunderts wurde es teilweise abgerissen. 1984 wurden die Überreste als Monument historique in die Liste der Baudenkmäler in Frankreich aufgenommen. Die Gebäude sind heute zum Teil in Privatbesitz und zum Teil im Besitz der Gemeinde.

## Geschichte
Im 15. Jahrhundert war Jacques Cœur, der Schatzkanzler des französischen Königs Karl VII., Grundherr von Beaumont. 1493 ging durch die Heirat seiner Enkelin mit Louis de Harlay die Grundherrschaft an die Familie de Harlay über. 1572 erbte sie Achille de Harlay, Erster Präsident des Parlements von Paris. Aus Dankbarkeit für seine Dienste erhob der französische König Heinrich IV. die Seigneurie Beaumont zur Grafschaft, was wohl den Ausschlag für den Bau des Schlosses gab. In der Folge der Französischen Revolution wurde das Schloss 1798 verkauft und 1804 teilweise abgerissen.

## Architektur

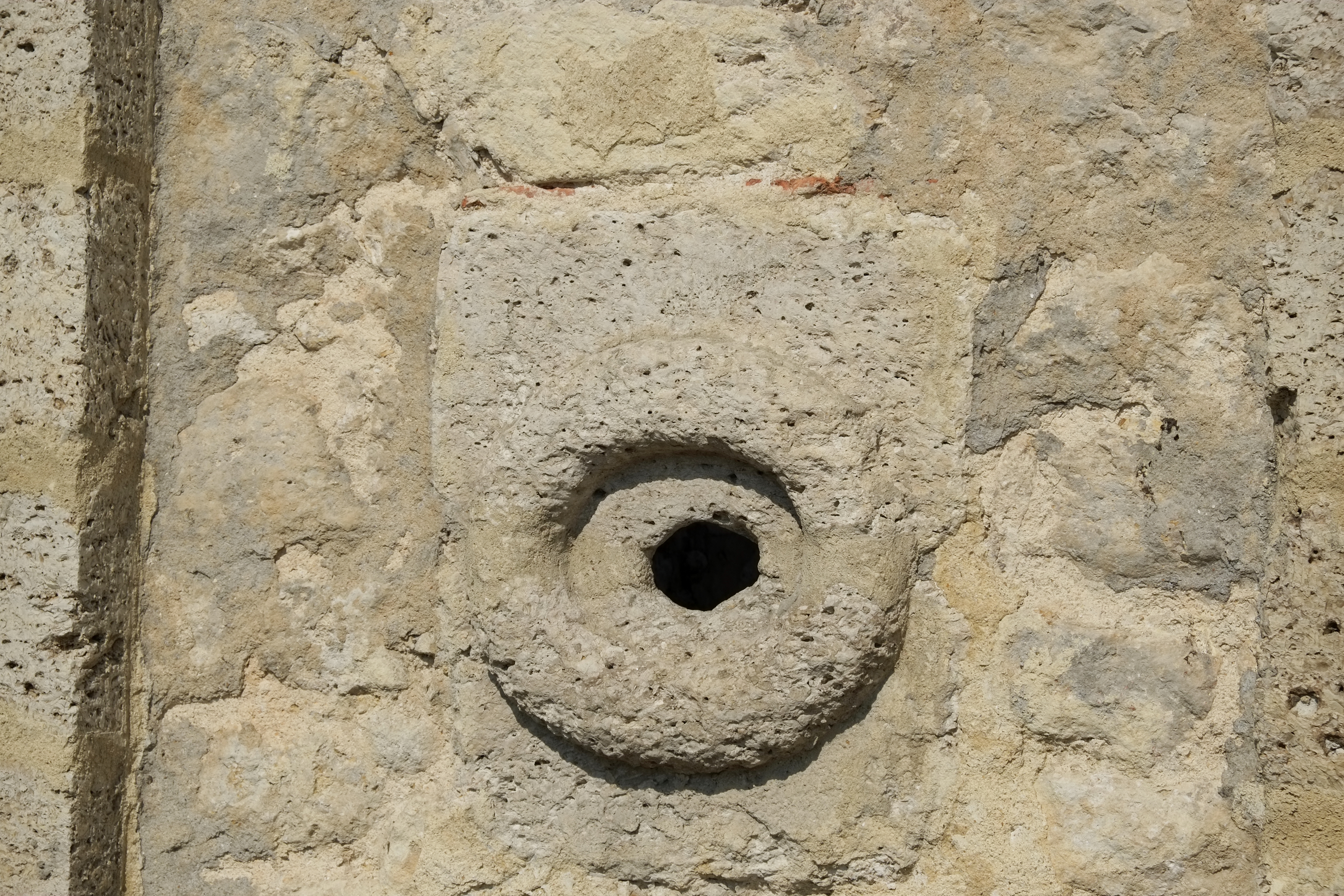
Runde Schießscharte am Tor

In der Bibliothèque Nationale in Paris wird eine Skizze des Schlosses aus dem Jahr 1713 aufbewahrt, auf der eine hufeisenförmige Anlage dargestellt ist. Der Name des Architekten ist nicht überliefert.
Das Schloss ist umgeben von einem Wassergraben, der von dem Fluss Fusain gespeist wird und den vier Brücken überqueren. Eine Brücke führt zu dem aus Bossensteinen errichteten Renaissancetor, das von zwei Pavillons flankiert wird und sich zu einem Vorhof öffnet. Auf beiden Seiten des Tors sind runde Maueröffnungen als Schießscharten für Feuerwaffen zu erkennen. Vom ursprünglichen Schloss sind noch der südöstliche, der nordöstliche und der südwestliche Rundturm erhalten.